# Cetoniidae
Famille
Les Cetoniidae sont un taxon d'insectes de l'ordre des coléoptères, superfamille des Scarabaeoidea. Actuellement, il est souvent réduit au rang taxonomique de sous-famille (Cetoniinae) appartenant à la famille des Scarabaeidae.

## Anatomie

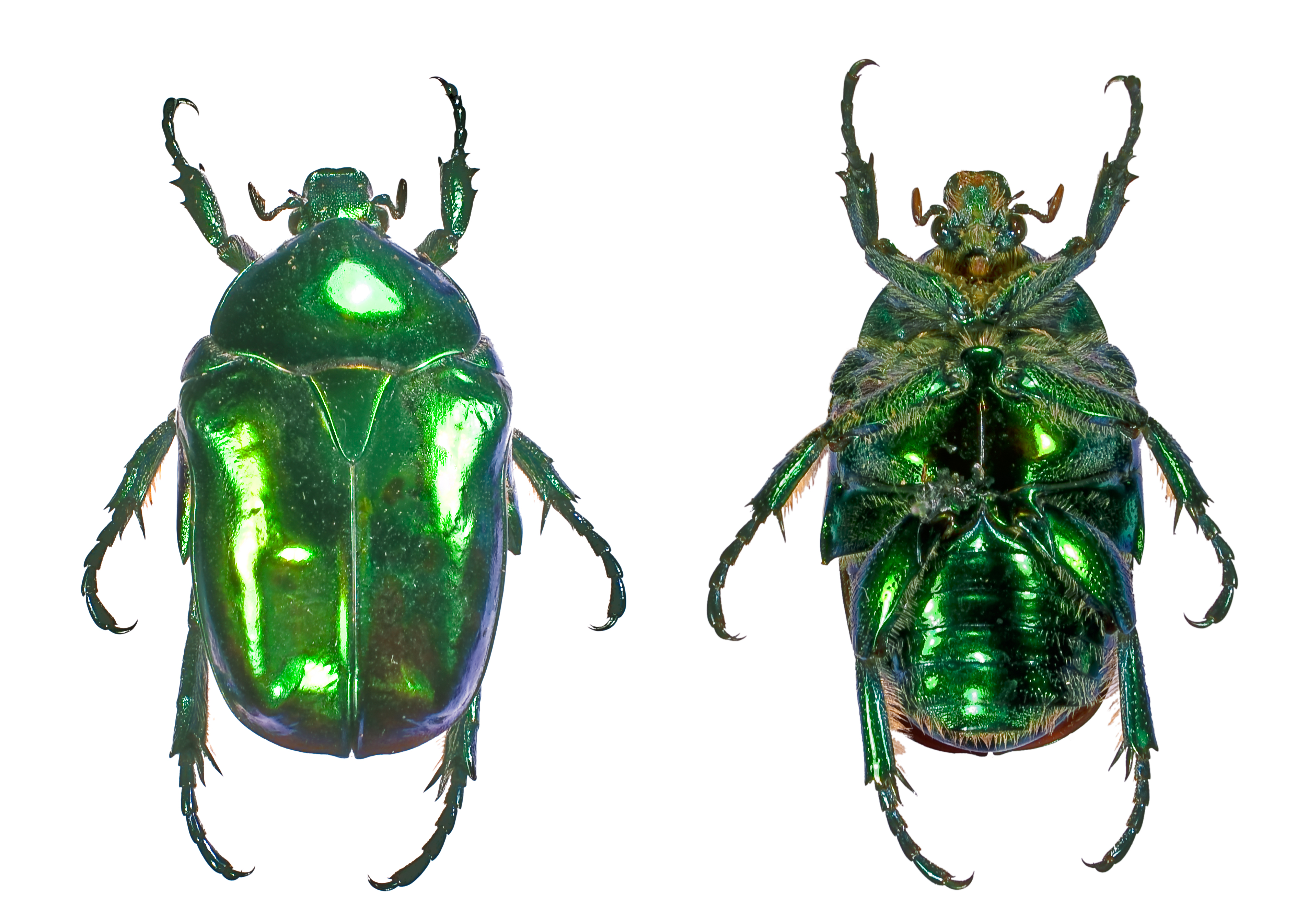
Vue dorsale et ventrale d'une cétoine (ici Protaetia aeruginosa)

## Galerie d'identifiation

Quelques cétoines communes
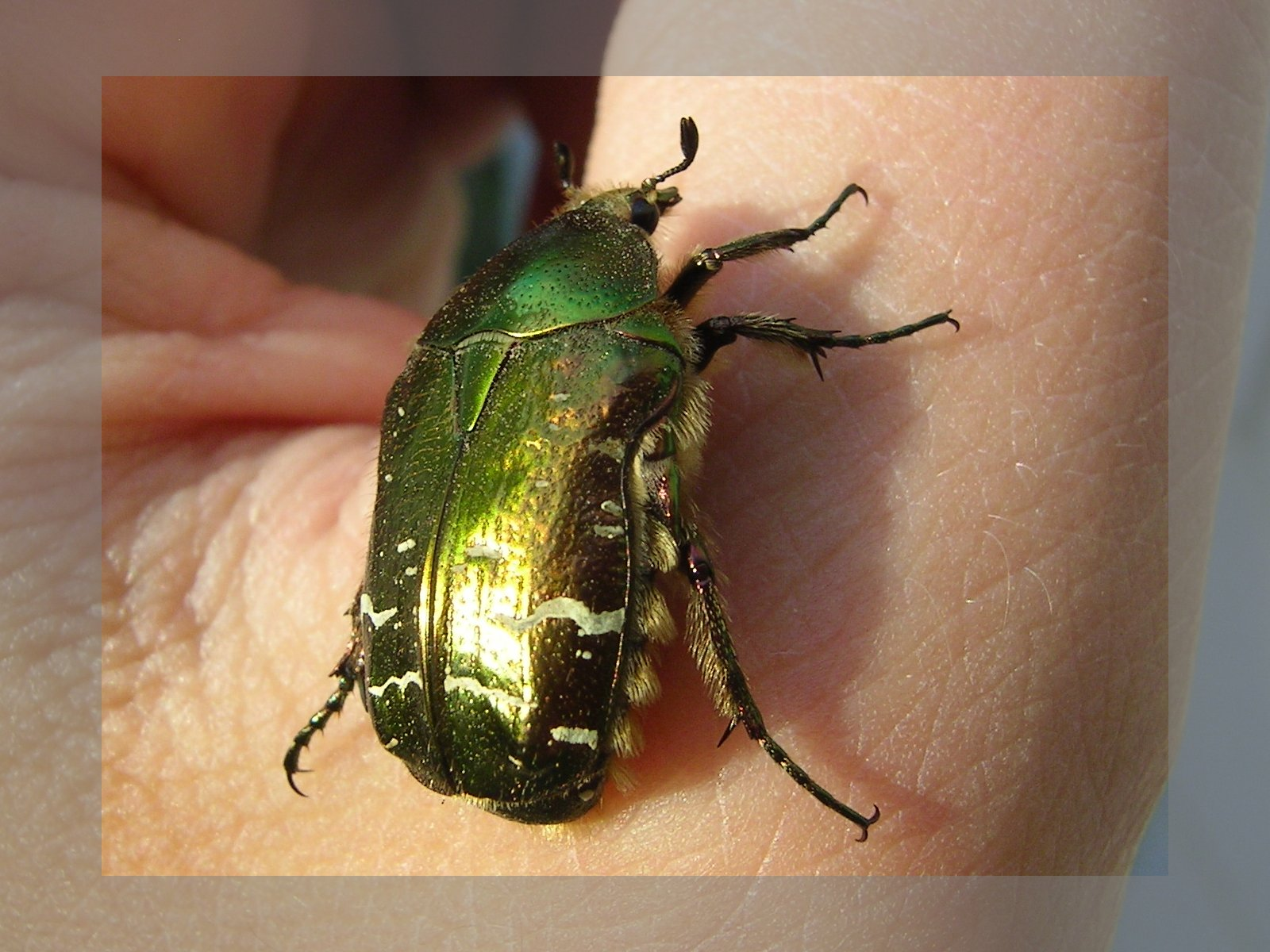
Cétoine dorée (Cetonia aurata)
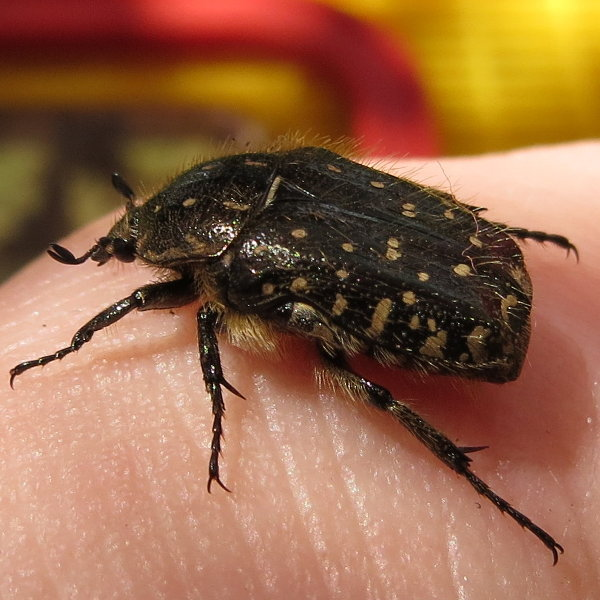
Cétoine grise ou Cétoine funeste (Oxythyrea funesta)
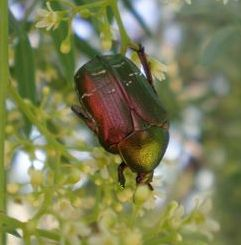
Cétoine de Carthame (Cetonia carthami (en))
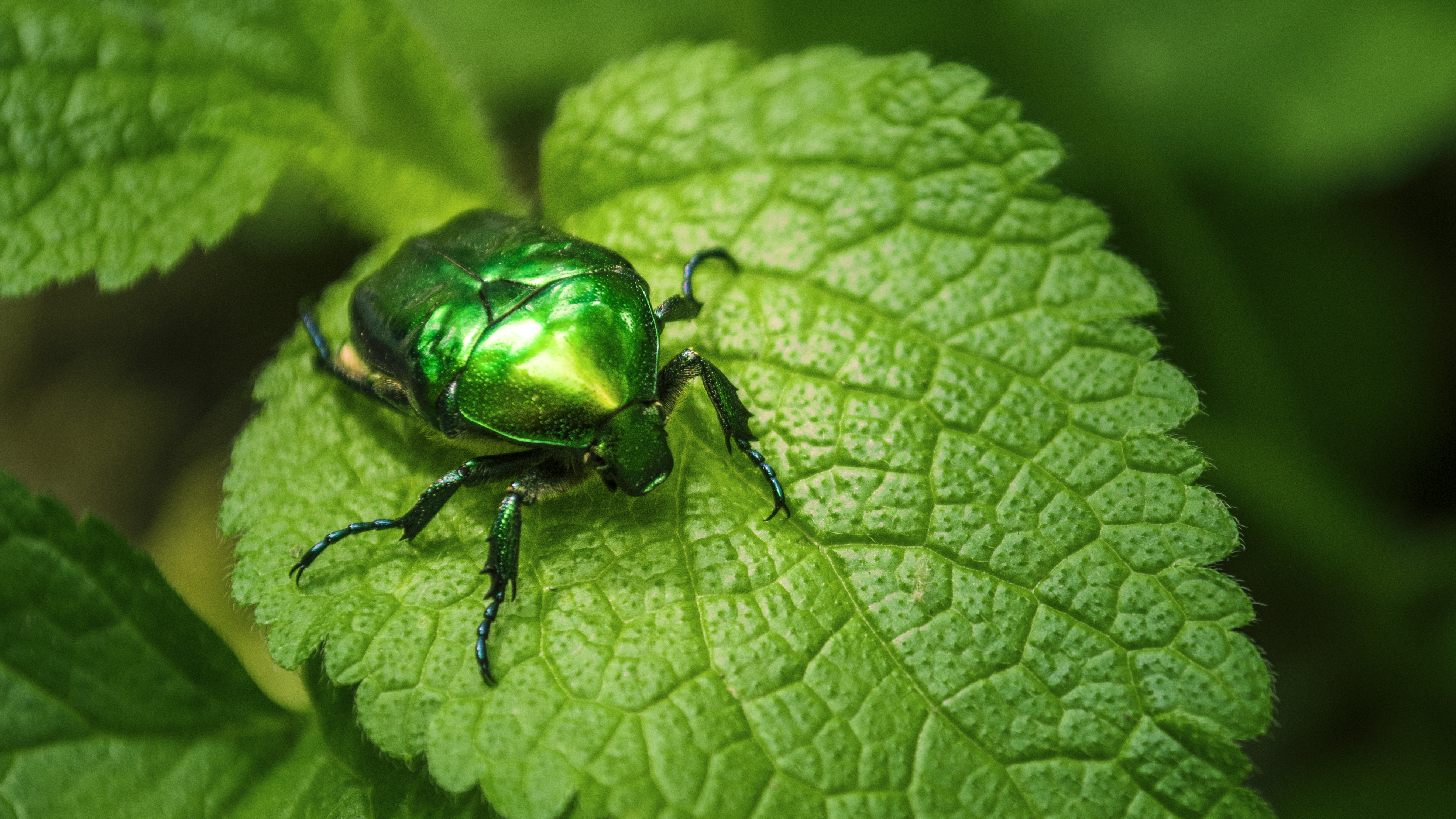
Cétoine verte (Protaetia affinis (en))
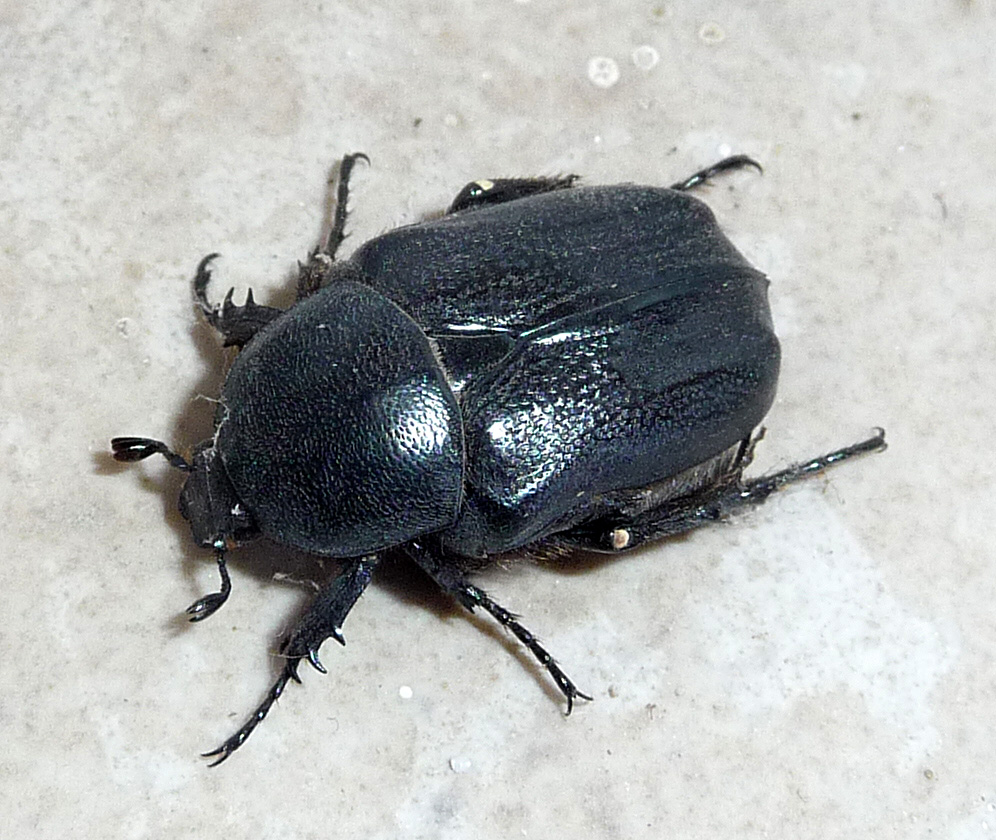
Grande cétoine bleue (Protaetia mirifica (es))
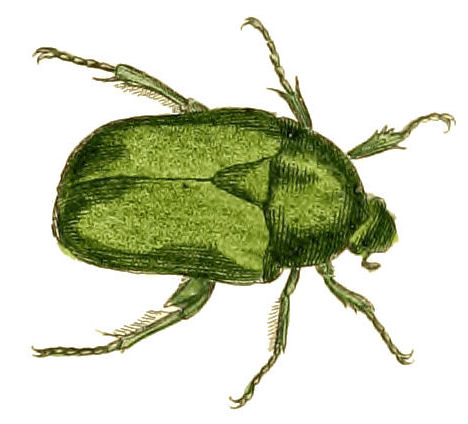
Grande cétoine dorée (Protaetia speciosissima (es))
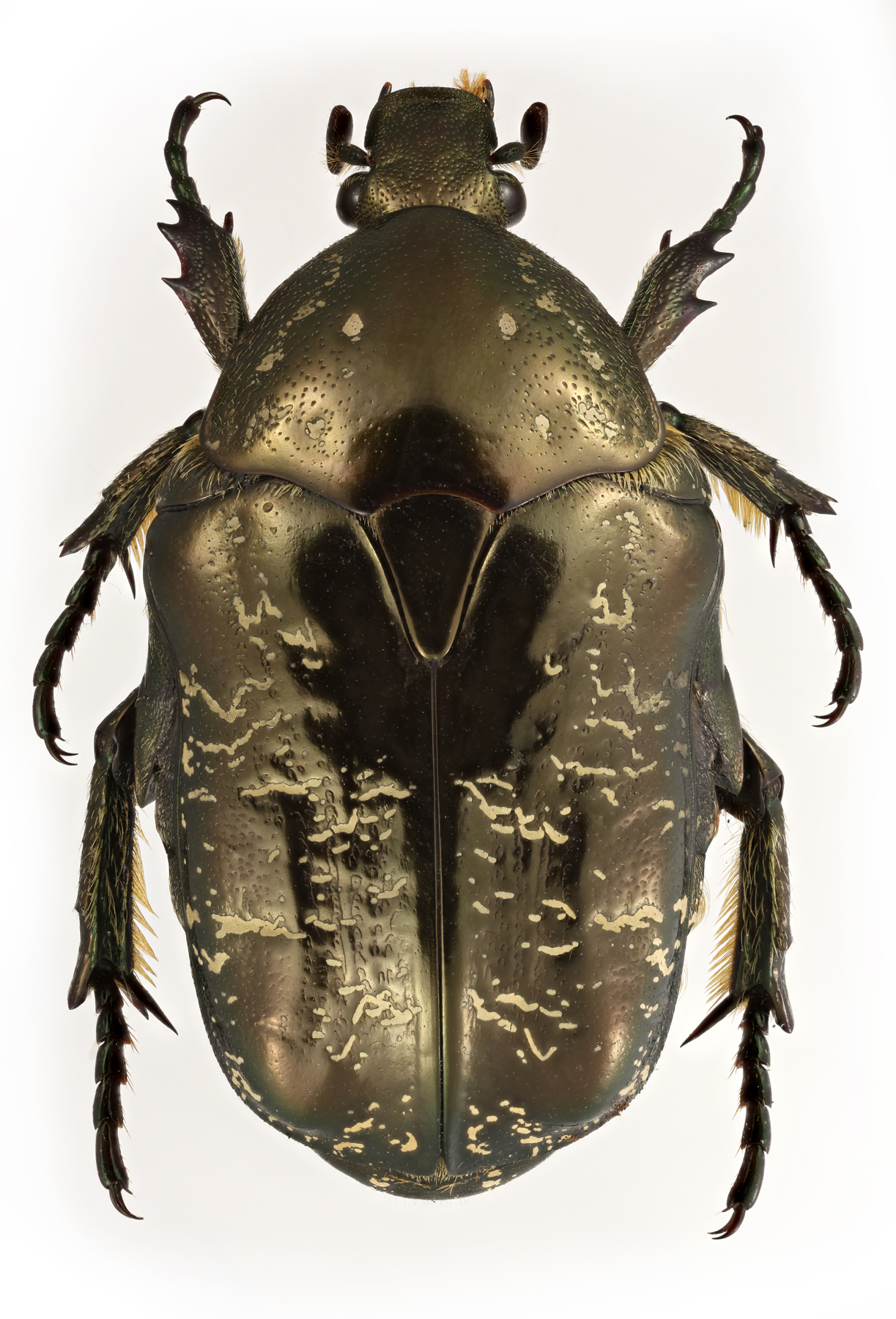
Cétoine marbrée (Protaetia marmorata (sv))
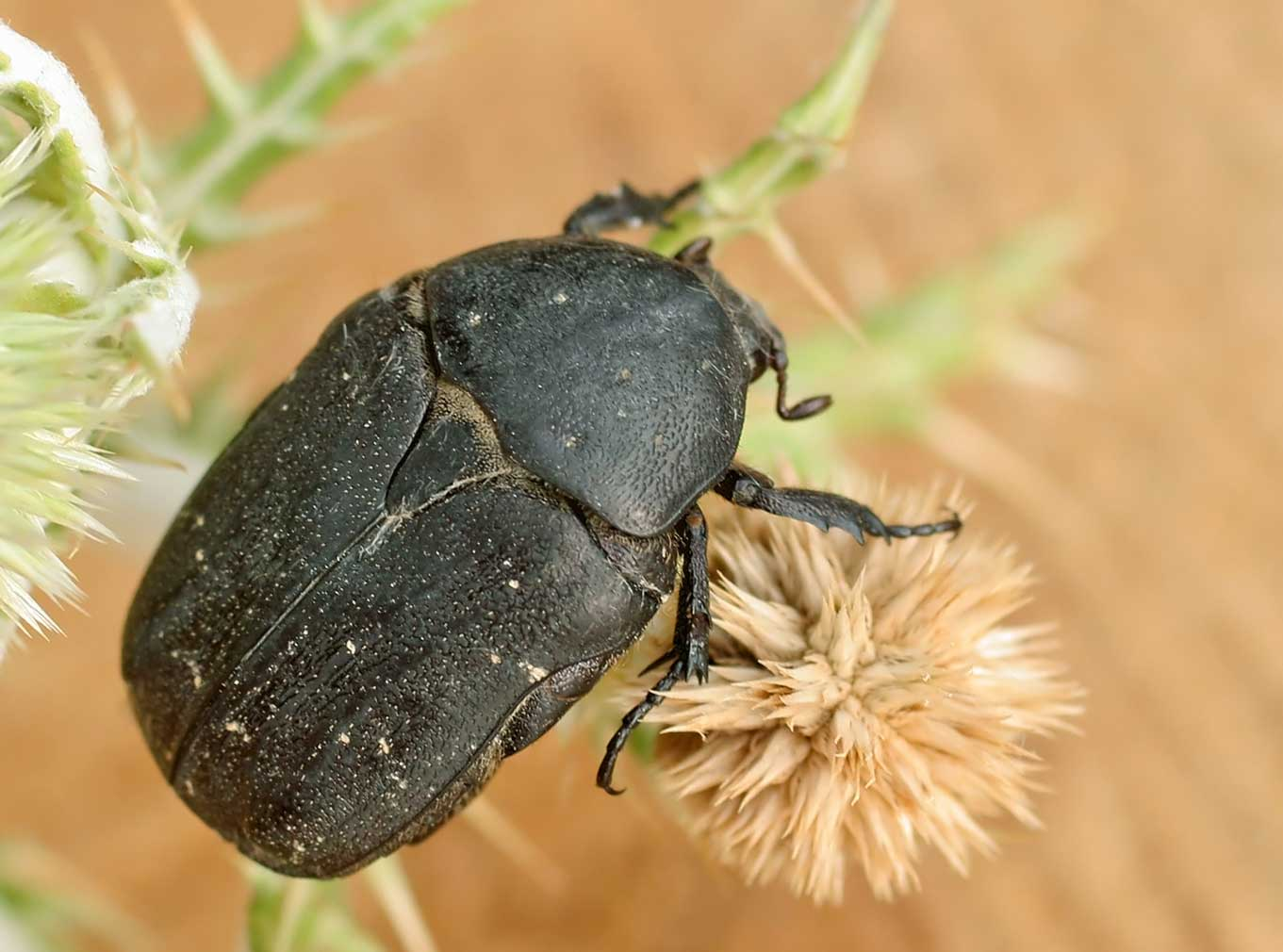
Cétoine noire (Netocia morio)
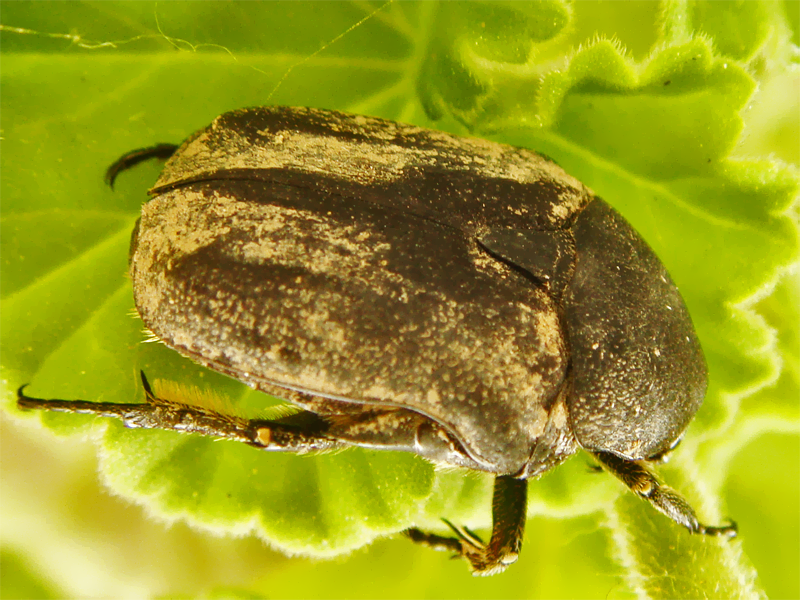
Cétoine oblongue (Protaetia oblonga (es))
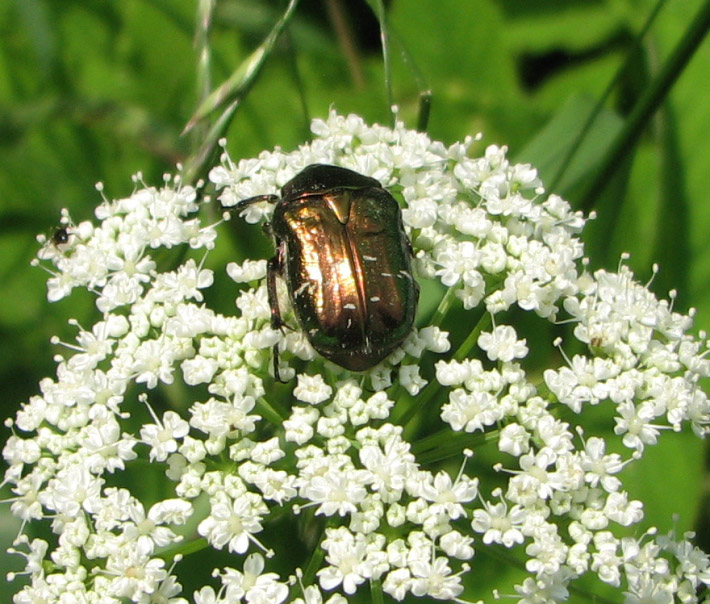
Cétoine cuivrée (Protaetia cuprea (es))
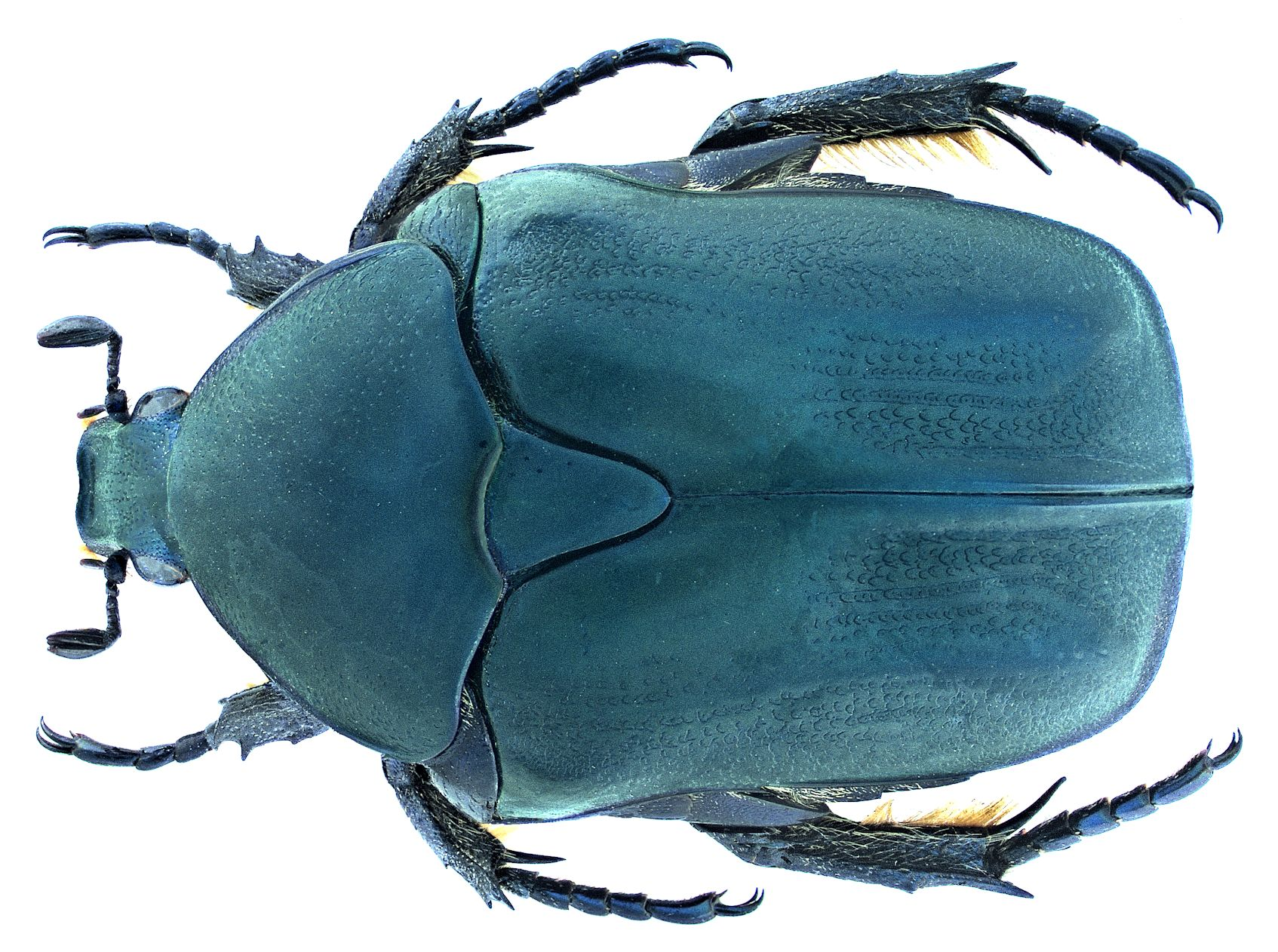
Cétoine mate (Protaetia opaca (es))
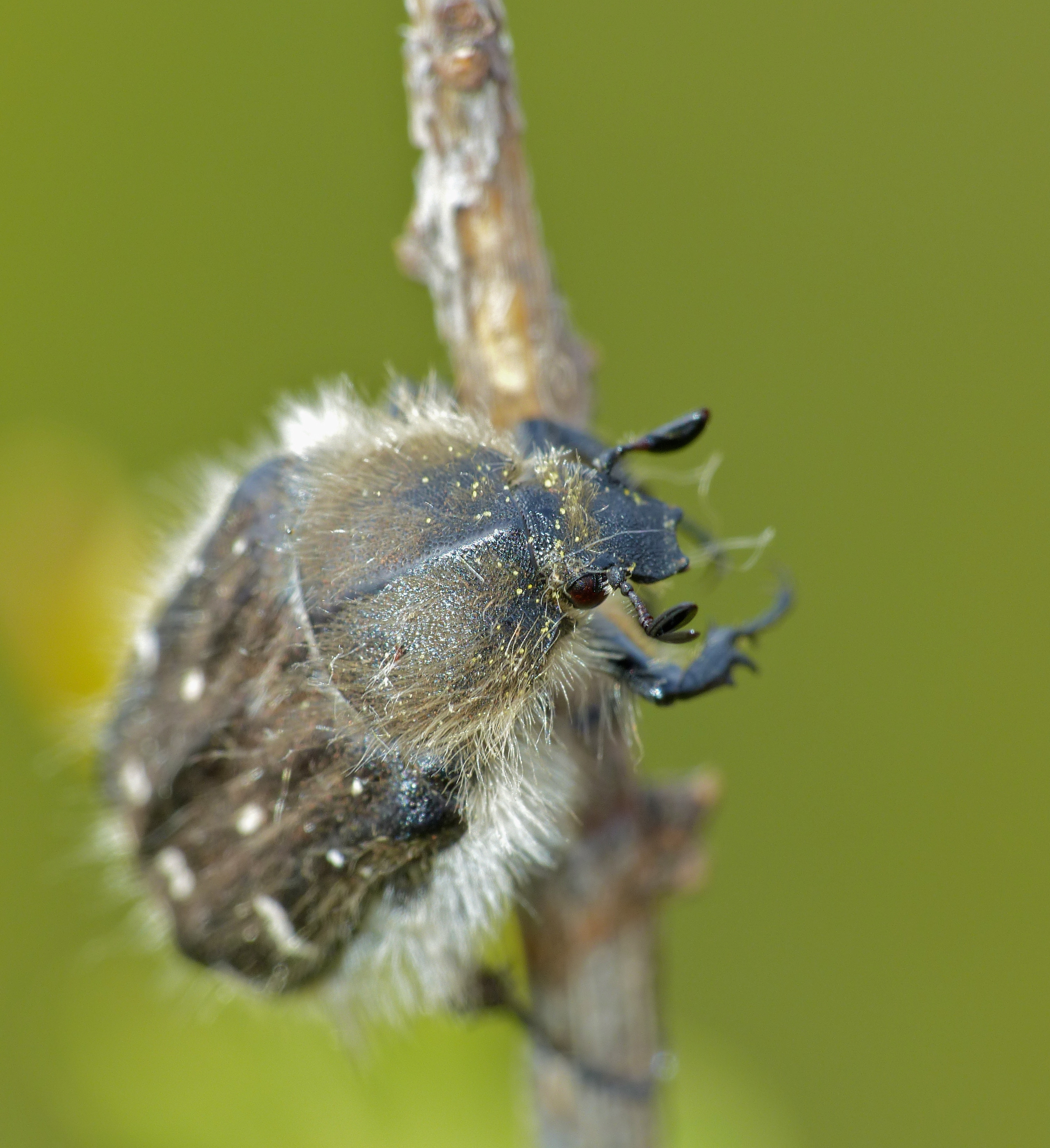
Cétoine hérissée (Tropinota hirta)
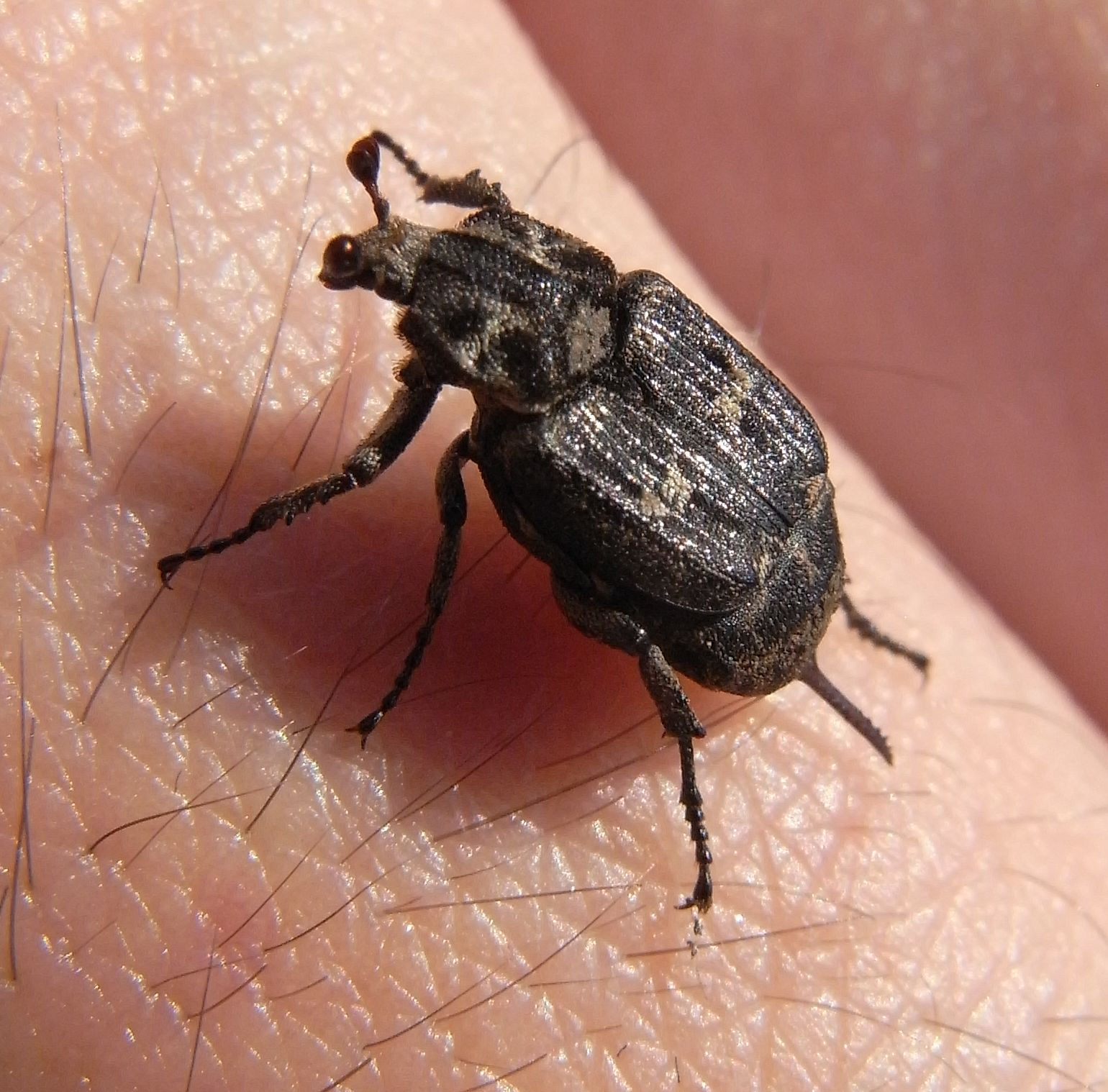
Cétoine punaise (Valgus hemipterus)